# Дайингау
Дайингау (бирм. ဍရင်ကောက်, букв. «изогнутая да») — 13-я буква бирманского алфавита, название буквы связано с названием растения «дайингаупин». В сингальском пали соответствует букве мурддхаджа даянна, в тайском пали соответствует букве тхомонтхо. встречается только в словах из пали на месте ретрофлексного звонкого взрывного звука (IAST ).
При курсивном написании дайингау омоглифична заглавной букве Ча армянского алфавита —  и букве ачунг тибетского . Дайингау малоупотребительная буква и в бирманско-русском словаре Г. Ф. Мининой слов, начинающихся на эту букву нет.

## Лигатуры
В палийских текстах дайингау участвует в передаче консонантных комбинаций:
- Нда с перевёрнутым дайингау:
- Дда